# Орден Вильгельма
Орден Вильгельма (нем. Wilhelm-Orden) — прусский орден присваиваемый за заслуги в науке, искусстве и благотворительности (1896—1918).

## История
18 января 1896 года Вильгельм II учредил орден в память о своём деде Вильгельме I, которого он почитал как кумира, и объявил при вступлении на престол, что его политика будет продолжением политики Вильгельма I.
Орден предназначался, в том числе, и для награждения лиц на уровне глав государств, включая жён германских владетельных князей, и для государственных деятелей, например министров, и для учёных и религиозных деятелей. Орденом могли быть награждены, и иностранцы, и подданные германского императора и прусского короля за особые заслуги в деятельности на гражданском поприще.
Зафиксировано всего 65 награждений Орденом Вильгельма.

## Описание
Орден имел только одну степень, состоял из золотой цепи, со словами WILHELMUS: I: REX. На цепи подвешивался знак ордена: овальный лавровый венок с медальоном, прикрепленным к центру венка. На медальоне изображён профиль бюста Вильгельма I, окружённый надписью WILHELM KOENIG VON PREUSSEN.